# Jardel Nivaldo Vieira
Jardel (* 29. März 1986 in Florianópolis; mit vollem Namen Jardel Nivaldo Vieira) ist ein brasilianischer Fußballspieler.

## Karriere
Jardel spielte in der Jugend bei Avaí FC und begann dort 2004 auch seine Profikarriere. Danach war er 2005 für den EC Vitória und 2006 für den FC Santos im Einsatz. Darauf unterzeichnete Jardel beim Iraty SC einen Vertrag. Im Juli 2007 kehrte er auf Leihbasis zu Avaí FC zurück. Nachdem Iraty Jardel zu Beginn des Jahres 2008 an Joinville EC verliehen hatte, unterschrieb er im Oktober 2008 einen Vertrag bei Desportivo Brasil. Von dort wurde er im Frühjahr 2009 an Ituano FC verliehen. Für die Saison 2009/10 verlieh Desportivo Brasil Jardel nach Europa an GD Estoril Praia. 2010 unterschrieb er bei SC Olhanense.
Im Januar 2011 unterschrieb Jardel einen Vertrag bis zum Ende der Saison 2015/16 bei Benfica Lissabon. In Diensten des portugiesischen Rekordmeisters wurde er bis zum Saisonende 2011/12 zu insgesamt 18 Ligaspielen und 4 UEFA Champions League spielen eingesetzt.
Trotz der zahlreichen Einsätze startete er die Saison 2012/13 nur bei der zweiten Mannschaft von Benfica Lissabon, jedoch wurde Verteidiger Luisão der ersten Mannschaft vom portugiesischen Fußballverband für zwei Monate gesperrt, woraufhin Jardel seine Position vorerst übernahm. Zur Saison 2014/15 verließ Teamkollege Ezequiel Garay das Team, worauf Jardel sich einen dauerhaften Platz in der Startelf sichern konnte.

## Erfolge
EC Vitória
- Staatsmeisterschaft von Bahia: 2005

FC Santos
- Staatsmeisterschaft von São Paulo: 2006

Benfica Lissabon
- Portugiesischer Meister: 2014, 2015, 2016, 2017
- Portugiesischer Pokalsieger: 2014
- Portugiesischer Ligapokalsieger: 2011, 2012, 2014, 2015, 2016
- Portugiesischer Superpokalsieger: 2014, 2016, 2017